# Gal Rasché

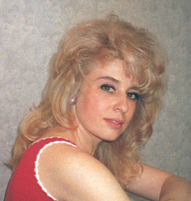
Gal Rasché (1999)

Gal Rasché (bürgerlich Galina Mauracher; * 13. März 1960 als Galina Wiktorowna Krutikowa, russisch Галина Викторовна Крутикова in Leningrad) ist russisch-österreichische Pianistin, Musikpädagogin und Dirigentin und Hochschulprofessorin.

## Leben und Wirken
Rasché ist die Tochter von Wiktor Krutikow (1930–1996), dem langjährigen Leiter des Senders Krasny Bor und Verdienten Nachrichtentechniker der RSFSR und Walentina Krutikowa (1930–2020).
Gal Rasché absolvierte ein Dirigierstudium am Sankt Petersburger Konservatorium bei Tatjana Iwanowna Chytrowa. Als Dirigentin führte sie in Konzerten mit dem Orchester Viennarmonica und dem Metropolitan Kammerorchester Wien Werke von Mozart, Schubert, Haydn und Tschaikowski im Wiener Konzerthaus und im Großen Saal des Musikvereins auf.
Rasché war Preisträgerin des internationalen Künstlerwettbewerbs Duc de Richelieu in der Kategorie Autorenbuch und Musikalische Eigenkomposition und Interpretation 2015 und 2018. Sie ist Mitglied der RAO (Russische Autorengesellschaft)
Im Jahr 1996 schreib sie das Szenario für das Ballett nach Anatoli Iwanows Transkription des „Kinderalbums“ von Pjotr Iljitsch Tschaikowski für Schlagzeug-Ensemble, welches zum Preisträger des internationalen Festivals in Jugoslawien wurde.
Von 1998 bis 2020 war sie zudem Professorin für Klavier am Prayner Konservatorium in Wien.

## Filmografie
- 1983: Der Krieg mit den Molchen (russisch Война с саламандрами) – Oper von Wladislaw Uspenski nach dem Roman von Karel Čapek
- 2006: Mozartballs (dt.: Mozartkugeln) – Dokumentarfilm. Regie: Larry Weinstein[14]